# Nowe Miasto Lubawskie (district)
 Nowe Miasto Lubawskie (powiat nowomiejski) is een Pools district (powiat) in de woiwodschap Ermland-Mazurië. Het district heeft een oppervlakte van 695,01 km2 en telt 44291 inwoners (2014). Nowe Miasto Lubawskie (Duits: Neumark in Westpreußen) is de enige stad.
Stadsdistricten:
Elbląg · Olsztyn

Districten:
Bartoszyce · Braniewo · Działdowo · Elbląg · Ełk · Giżycko · Gołdap · Iława · Kętrzyn · Lidzbark Warmiński · Mrągowo · Nidzica · Nowe Miasto Lubawskie · Olecko · Olsztyn · Ostróda · Pisz · Szczytno · Węgorzewo

Grootste steden:
Bartoszyce · Działdowo · Elbląg · Ełk · Iława · Giżycko · Kętrzyn · Mrągowo · Ostróda · Olsztyn · Szczytno